# Fíjate bien
Fijate Bien è l'album di debutto del cantante colombiano Juanes, pubblicato nel 2000.

## Tracce
1. Ahí le va – 3:06
2. Para ser eterno – 5:04
3. Volcán – 3:33
4. Podemos hacernos daño – 3:45
5. Destino – 3:32
6. nada – 3:53
7. Fíjate bien – 4:55
8. Vulnerable – 4:25
9. Soñador – 3:25
10. Ficción – 4:14
11. Para que – 3:35
12. Me da igual – 4:10

Bonus track
1. De madrugada – 3:50
2. Sin rencores – 3:03
3. Solo – 4:56
4. Raza – 3:15
5. La decision – 5:33
6. La tierra – 3:48

## Formazione
- Juanes - voce, chitarra, tastiere, tiple
- Luis Pastor - basso
- Jose Lopera - batteria
- Chelito De Castro - fisarmonica
- Anibal Kerpel - mellotron
- Michito Sánchez - percussioni
- Joan Rotondi - pianoforte
- Gustavo Santaolalla - legnetti, rullante, tamburello
- Ellis Holl - sintetizzatore Hammond